# Plesioneuron ponapeanum
Plesioneuron ponapeanum là một loài dương xỉ trong họ Thelypteridaceae. Loài này được Holttum mô tả khoa học đầu tiên năm 1975.